# Паноптикон
Паноптикон је врста затворске институције коју је дизајнирао енглески филозоф и социјални теоретичар Џереми Бентам крајем 18. века. Суштина ове идеје је да се омогући да само један чувар надгледа (-оптикон) све (пан-) затворенике ове институције, али тако да затвореници не знају да ли су под присмотром или не. Иако је физички немогуће да један чувар надгледа све затвореничке ћелије у исто време, чињеница да затвореници не знају да ли су посматрани или не, води до тога да се они све време понашају примерено и на тај начин се ефикасно контролише њихово понашање. Име се повезује и са Паноптесом, ликом из грчке митологије, који је био џин са стотину очију и због тога веома ефикасан чувар.
Структуру затвора чини кружни објекат са "посматрачком кулом" у центру, из које су задужени у стању да гледају затворенике који су стационирани по ободу. Бентам је замислио да исти основни план може једнако да се примени на болнице, школе, санаторијуме и азиле, али се превасходно посветио развоју дизајна за затвор. Бентам је сам Паноптикон дефинисао као "нови метод за успостављање надмоћи једног ума над другим, који је достигао највеће размере до сада."

## Историјат идеје
Бентам је 1786. и 1787. путовао у Кричав у Белу Русију (данашњу Белорусију) да посети свог брата Самјуела који је био ангажован да управља различитим пројектима за кнеза Потемкина. Касније, Џереми је у више наврата признао да је управо Самјуел био тај који је осмислио основну идеју кружног објекта који би био постављен у средиште читаве структуре. Џереми постепено почиње да развија овај модел како би могао да га примени на структуру затвора, и своје идеје истиче у низу писама које шаље свом оцу у Енглеску.
Изградња и одржавање Паноптикона требало је да буде јефтиније у односу на затворе тог времена, јер је нови систем рада захтевао мање особља. С обзиром да затвореници не могу да виде чувара, он не мора све време да буде на дужности и на тај начин се процес надзора ослања и на свест самих затвореника. По Бентановом пројектном решењу, затвореници су представљали и бесплатну радну снагу, тако да су радећи физичке послове доносили управи затвора додатну зараду.

## Први покушаји изградње
По повратку из Белорусије, Бентам је наставио да ради на реализацији идеје Паноптикона и наручио пројектне цртеже од архитекте Вилија Ревелија. Одлучио је да сагради затвор и да када га заврши буде његов управник. Након неуспешних покушаја да за свој пројекат заинтересује власти у Ирској и Француској, Џереми је покушао да убеди премијера Велике Британије - Вилијама Пита да обнови идеју о изградњи Националног затвора, али овај пут у форми Паноптикона. У томе је био успешан и 1794. је добио 2000£ за припремне радове.
После многобројних неуспешних покушаја да нађе одговарајуће земљиште за свој пројекат, Бентам је у новембру 1799, у име краља, државним новцем купио земљиште у Милбенку, недалеко од реке Темзе. Џереми је био незадовољан избором локације за изградњу, сматрајући да је исувише мала, мочварна и нездрава. Међутим, када је од државе затражио још новца за проширење земљишта, одбијен је и 1803. премијер је одлучио да прекине пројекат.
Неколико година касније, 1816, Национални затвор је ипак изграђен, али не у форми Паноптикона, већ по пројекту архитекте Вилијама Вилијамса.

## Реализована решења Паноптикона у свету
Архитектура затвора обухвата кулу смештену у центар кружног објекта у коме се налазе ћелије. Свака ћелија се протеже читавом ширином зграде, ширећи се од унутрашњег ка спољашњем зиду, тако да светлост пролази кроз ћелију и осветљава затвореника у њој. Затвореници су једни од других одвојени зидовима и под сталним надзором чувара из централне куле, кога они не могу да виде.—  Ben and Marthalee Barton, 1993.
Било је веома тешко остварити Бентамов основни циљ, а то је да стражари све време јасно виде све затворенике у њиховим ћелијама, а да их притом затвореници не виде. Технологија је тек у 20. веку, развојем видео надзора, омогућила остварење ове Бентамове замисли, што је довело до тога да за надзор више није неопходна одређена архитектонска структура у виду централне куле у средишту објекта.
Иако ни један затвор није изграђен по оригиналном пројектантском решењу Вилија Ревелија, у сваком од наведених затвора постоји сличност са Бентамовом идејом Паноптикона.
- Allegheny County Courthouse and Jail – Питсбург, Пенсилванија, САД
- Pavilhão de Segurança - Лисабон, Португалија[6]
- Balassagyarmat Fegyház és Börtön – Мађарска
- The Bridewell – Единбург, Шкотска[7]
- Carabanchel – Мадрид, Шпанија
- Palacio de Justicia y Cárcel de Vigo (данас Музеј савремене уметности) – Виго, Шпанија
- Caseros – Буенос Аирес, Аргентина
- Palacio de Lecumberri – Мексико сити, Мексико
- Chi Hoa – Вијетнам
- Fleury-Mérogis – Француска[8][9]
- Huron Historic Gaol – Онтарио, Канада
- Insein Prison – Бурма
- Kilmainham Gaol – Даблин, Ирска
- Koepelgevangenis – Арнем, Холандија
- Koepelgevangenis – Бреда, Холандија
- Koepelgevangenis - Харлем, Холандија
- Lancaster Castle Gaol – Ланкастер, Енглеска[10]
- Prisión Modelo – Барселона, Шпанија
- Mount Eden – Окланд, Нови Зеланд
- Okrąglak Areszt Śledczy w Toruniu – Торуњ, Пољска
- Old Bilibid – Филипини[11]
- Old Provost – Јужноафричка република
- Panóptico de Cundinamarca – Богота, Колумбија (данас Национални музеј Колумбије)
- Pelican Bay State – Калифорнија, САД
- Port Arthur, Tasmania Prison Colony – Тасманија, Аустралија
- Pentridge Prison airing yards - Мелбурн[12]
- Presidio Modelo – Куба
- Corradino Correctional Facilities – Паола, Малта
- Round House – Западна Аустралија, Аустралија (дизајнирао га је син Бентамовог архитекте - Хенри Вили Ревели)
- Special Handling Unit[13] – Квебек, Канада
- Stateville Correctional Center – Илиноис, САД
- Twin Towers Correctional Facility – Лос Анђелес, Калифорнија, САД
- Концентрациони логор Захсенхаузен – Немачка[14]
- Lapas Sukamiskin – Индонезија
- The Circle at Parramatta Prison – Сиднеј, Аустралија[15]

## Критика Паноптикона и Паноптикон као метафора
Упркос чињеници да Паноптикон није изграђен током живота Џеремија Бентама, његова идеја је покренула бројне дискусије и дебате. Иако је сам Бентам сматрао да је његова идеја рационална и револуционарна и да сходно томе представља решење многих друштвених проблема, она је у више наврата била критикована и сматрана је нехуманом. Када је 1841. Аугустус Пугин објавио друго издање свог дела "Контрасти", у њему је приказан модел сиротишта, који је очигледно прављен по узору на Паноптикон. Сиротиште је приказано као мрачно и неудобно, место на коме је сиромах одвојен од своје породице, слабо храњен и подвргнут суровој дисциплини. Насупрот томе, на истом цртежу је приказано античко сиротиште које је представљало и верску организацију и у којем су сиромаси третирани хумано и достојанствено. Више од једног века касније, 1965. госдине, америчка историчарка Гертруда Химелфарб је објавила есеј под називом Уклета кућа Џеремија Бентама у којем је Бентамов механизам надзора приказан као средство угњетавања и друштвене контроле.
Мишел Фуко је у свом делу Надзор и казна искористио модел Паноптикона као метафору за савремено друштво и његову тежњу да посматра, дисплинује и уједначи. Паноптикон ствара свест о константом надзору живота чланова друштвене заједнице, где више нису неопходни ланци и катанци како би се показала моћ и доминација система над појединцем. Фуко тврди да не само затвори, већ и све остале институције које функционишу по принципу хијерархије као што су војска, школе, болнице и фабрике су током историје еволуирале тако да подсећају на Бентамов Паноптикон.
Ослањајући се на Фукоа, савремени друштвени критичари тврде да је технологија данас омогућила неприметну имплементацију концепта Паноптикон у пракси. Надзорне камере су пример технологије која омогућава појединцима да прате свакодневни живот становништва. Поред тога, велики број градова у Великој Британији додао је звучнике на постојеће надзорне камере који могу да пренесу звучне поруке супервизора јавности. Критичке анализе интернета показују да и интернет омогућава спровођење Паноптикон надзора. Провајдери имају могућност да прате активности корисника на интернету што значи да се и садржај који корисници постављају на интернет може директно контролисати.
Дерик Џенсен и Ђерђ Драфан су 2004. у својој књизи Welcome to the Machine: Science, Surveillance, and the Culture of Control настојали да покажу како се наше друштво креће ка 'Паноптикон држави' применом биометријских пасоша, чипова у роби широке потрошње, нанотехнологије у медицини као и употребом психоактивних супстанци у војне сврхе.